# Kirowo
Kirowo (bułg. Кирово) – wieś w Bułgarii, w obwodzie Burgas, w gminie Sredec. W 2023 roku liczyła 47 mieszkańców.